# ابوالحسن توحیدی‌امین
ابوالحسن توحیدی‌امین (۱۲۸۱–۱۳۶۶ خورشیدی) عارف، شاعر و ادیب معاصر متخلص به طوطی و مشهور به طوطی همدانی به سال ۱۲۸۱ شمسی در همدان متولد شد و در سال ۱۳۶۶ شمسی درگذشت.

## زندگی‌نامه
طوطی همدانی، فرزند میرزا ابوالمحسن و متولد همدان است. پس از تحصیل مکتب‌خانه‌ای، چند سالی را هم مقدمات علوم دینی و قدیمه را تحصیل کرد و در ۲۰ سالگی روانه تهران شد در آنجا از شاه‌آبادی و شفیعی بهره‌ها برد و آشنایی کوتاه او با عارف حکیم شیخ ابراهیم امامزاده‌زیدی موجب تحول اساسی در وی و پختگی اشعار عرفانی او گشت. بعدها سال‌ها در شهر ری بسربرد و از راه خیاطی امرار معاش می‌کرد و همواره در مسیر علم و معرفت بود. وی به سال ۱۳۶۶ شمسی درگذشت و در جوار حرم امامزاده طاهر شهر ری دفن شد.
از وی اشعاری عرفانی معنوی به سبک عراقی و مدایح و مراثی اهل بیت بجا مانده‌است:
| سال‌ها در بحر فکرت غوطه‌ور گشتم که گشت |  | طوطی طبعم به گلزار معانی نغمه‌زن   |
| مدح و ذمّ کس نگفتم هیچ‌گه در عمر خویش  |  | کُوس استغنا زدم بر خلق در سرّ و عَلن |

## آثار
آثار وی تاکنون چند بارها چاپ و منتشر گردیده‌است. در سال ۱۳۸۱ کتابچه شعری پندنامه طوطی همدانی در ۵۵ صفحه به اهتمام محمود توحیدی‌امین و در ۱۳۸۴ قسمتی از دیوان طوطی در ۵۰۴ صفحه توسط انتشارات سروش چاپ گردید. دیوان جذبه عشق شامل مجموعه غزلیات عرفانی طوطی همدانی در ۲۱۶ صفحه به سعی و اهتمام محمود توحیدی‌امین توسط انتشارات گوهر منظوم و با مقدمه و تقریظ سید حسن امین چاپ و منتشر گردید. کلیات دیوان طوطی همدانی در ۸۰۰ صفحه تنظیم و در حال چاپ است.